# Oud-Bodegraven
Oud-Bodegraven (52° 05′ N, 4° 44′ L) é uma vila dos Países Baixos, na província de Holanda do Sul. Oud-Bodegraven pertence ao município de Bodegraven, e está situada a 7 km, a norte de Gouda.
A área de Oud-Bodegraven, que também inclui as partes periféricas da cidade, bem como a zona rural circundante, tem uma população estimada em 110 habitantes.